# Margani

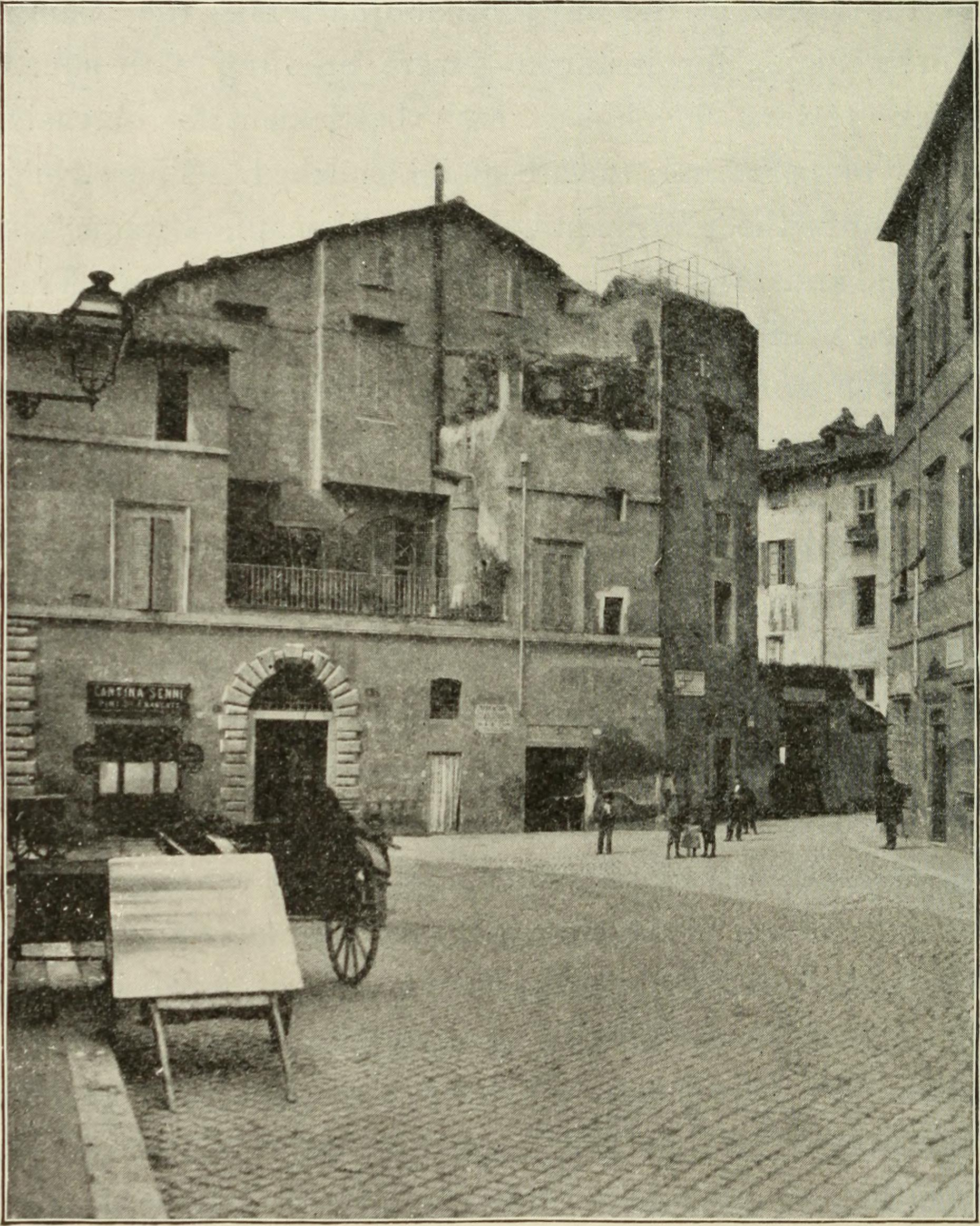
Foto d'epoca della casa dei Margani nella piazza omonima

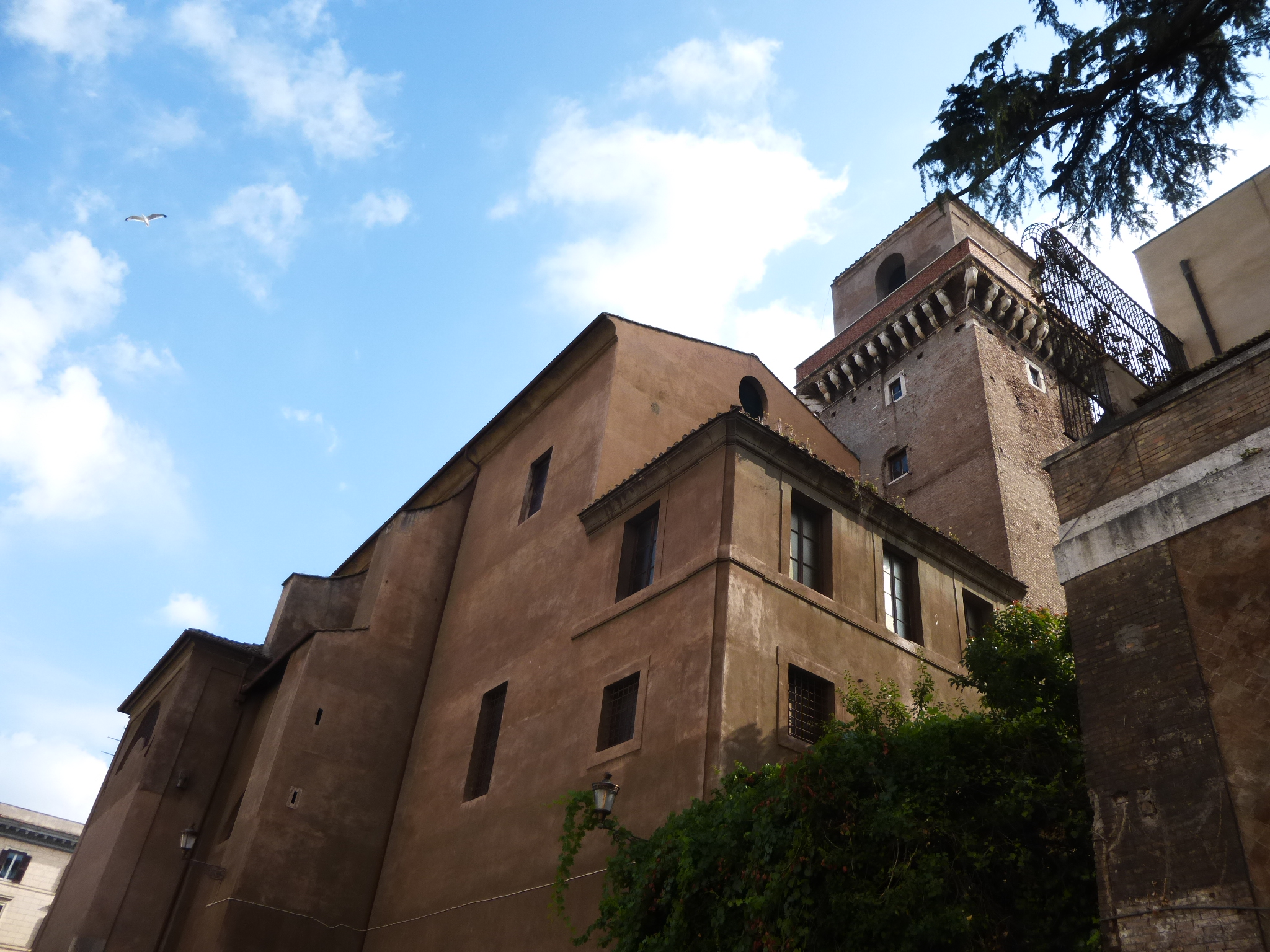
La torre detta dei Margani al Fagutale presso la basilica di San Pietro in Vincoli

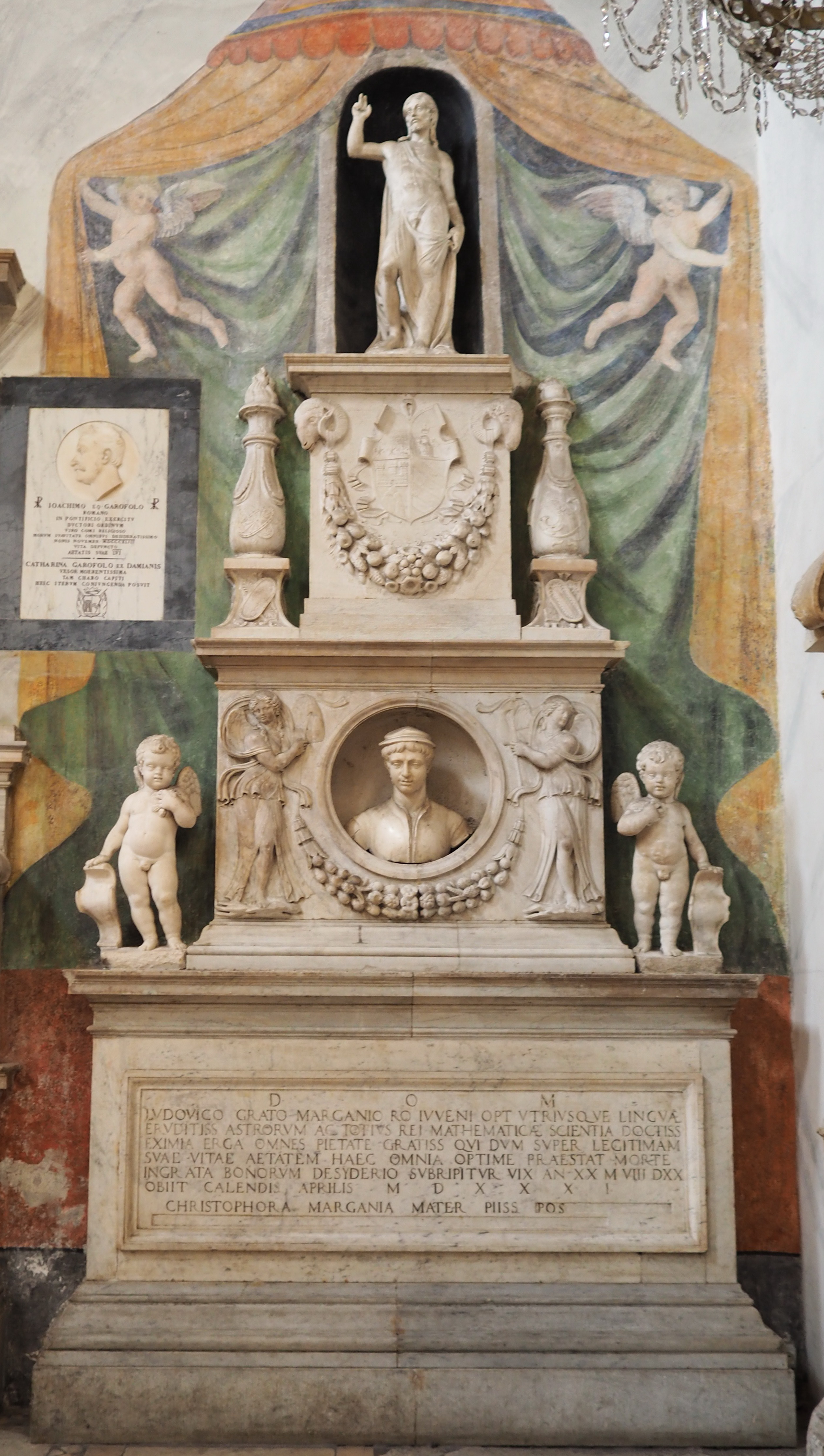
Tomba di Ludovico Grato Margani presso la basilica di Santa Maria in Aracoeli

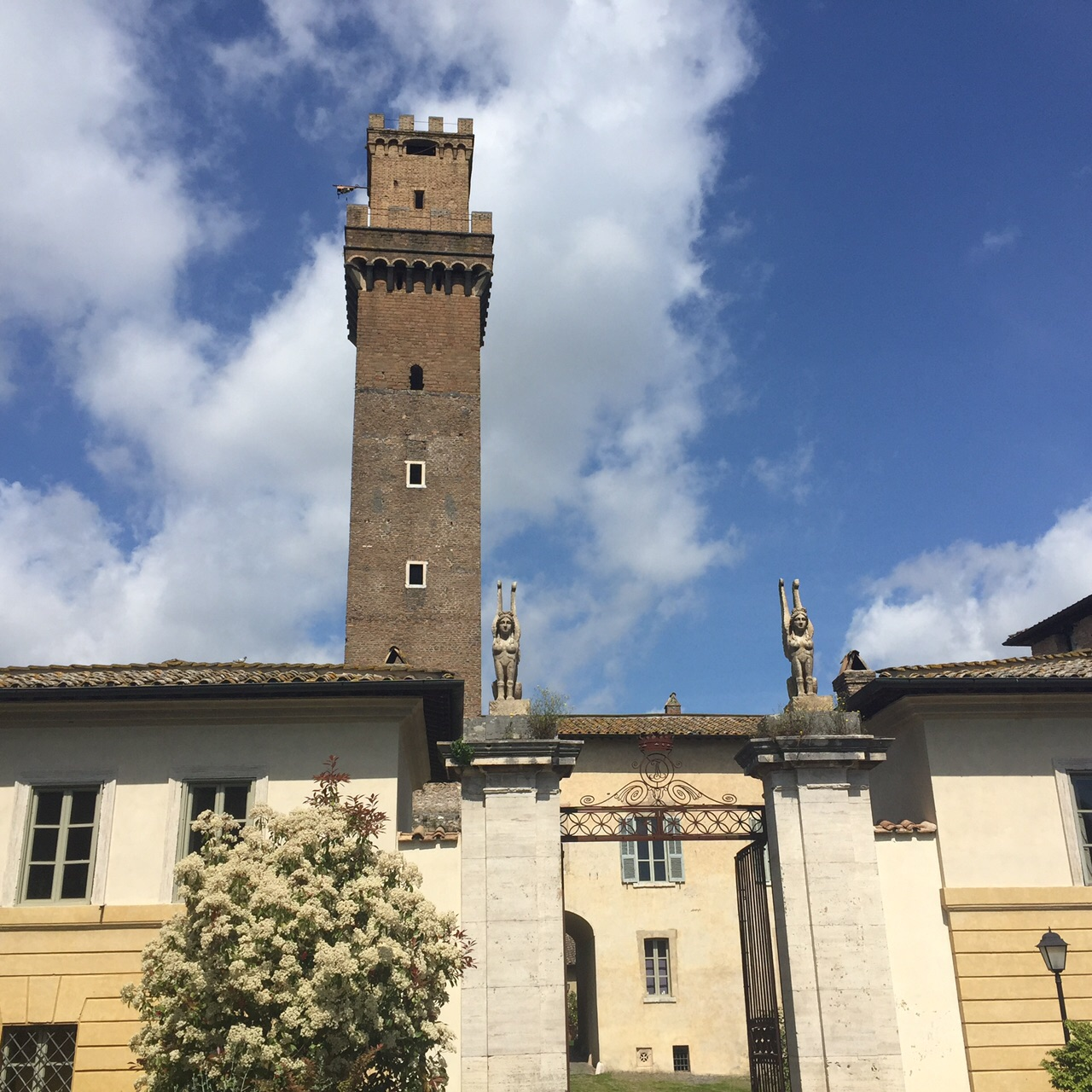
Il castello della Cecchignola con la torre appartenuta ai Margani

I Margani furono una potente famiglia appartenente alla cosiddetta nobiltà minore o “di campanile”, poiché loro centro di affari, interessi ed influenza fu sempre la città di Roma e la campagna limitrofa. Dal XIV al XVII secolo ricoprirono cariche di rilievo, come Conservatore di Roma, Giudice, Ambasciatore, e si arricchirono con attività mercantili.
L'origine del cognome è incerta: si ritiene derivi dall'originaria residenza in territori di confine, chiamati con l'appellativo germanico marca. Da ciò un possibile aggettivo derivato marcaneus, da cui “marcani” e quindi Margani.

## La storia dei Margani
Il primo documento sui Margani che si conosce è un atto del 1272 relativo alla vendita del Castello di Montelibretti in Sabina da parte di Pietro Signorili a Giovanni Margani per un corrispettivo di 11.500 denari provisini del Senato, somma ingente per l'epoca, il che fa supporre che già nella seconda metà del XIII secolo i Margani fossero una famiglia ricca.
 
Dallo stesso periodo è testimoniato il loro insediamento nel Rione Campitelli nel luogo nei pressi della "via de lo mercato" (odierna via di Aracoeli) che da essi prenderà nome di piazza Margana dove possedettero abitazioni con torre acquistata dai Mellini il cui complesso nel corso dei secoli si estenderà fino all'odierna via delle Botteghe Oscure ed altri immobili. 
Nel 1480 un fatto di sangue inasprì i rapporti con i Santacroce: Pietro Margani, all'età di circa settant'anni, venne assassinato da Prospero Santacroce con un pugnale. La ragione del delitto era l'appoggio che Pietro dava al genero Francesco Della Valle. Il conflitto tra Margani e Santacroce portò negli anni successivi alla morte anche di Bartolomeo Santacroce e Paolo Della Valle. Si giunse ad una pacificazione tra le famiglie solo nel 1486, con l'intervento del Papa Innocenzo VIII. Paolo e Stefano Margani ottennero la remissione dei delitti e un pieno salvacondotto.
Nel 1500 i Margani affrontano un periodo difficoltoso, ma la famiglia continua a ricoprire varie dignità, come: il Guardianato del Ss. Salvatore ad Sancta Sanctorum, Maestri delle strade, Conservatori.
Nel 1516, durante il pontificato di Leone X, ottennero il Vicariato della località di Anticoli di Campagna (oggi Fiuggi), per la durata di tre generazioni, tuttavia la rissosità di Pietro Margani che ne causò l'omicidio come sembra ad opera di popolani del luogo, costrinse la famiglia a cedere solo l'anno seguente il feudo a Prospero Colonna, duca di Traetto.
Nel 1600 invece l'astro della famiglia declina definitivamente: i pochi superstiti sono anziani o impoveriti, non ci sono più eredi maschi che possano evitare l'estinzione del ramo principale della famiglia. Si ha notizia di un certo Onofrio Margani, deceduto nel 1662, con cui pare si estinguesse la casata.

### Ludovico Grato Margani
Fu matematico, astronomo e poliglotta e ottenne la dignità di Maestro delle strade. Scomparve ancora molto giovane nel 1531 e venne sepolto nella Basilica di Santa Maria in Aracoeli, come altri Margani prima di lui. All'interno della Basilica è presente un monumento in suo onore, di scuola sansovinesca, del quale si possono notare la bellezza degli ornati e l'eleganza del mezzo busto.

## Lo stemma
Carlo Cecchelli colloca nel XV secolo la prima raffigurazione dello stemma nobiliare, inciso sull'architrave dell'ingresso della torre sita in Piazza Margana a Roma. 
Lo stemma è così formato: nella parte superiore un'aquila con le ali spiegate in campo d'oro, nell'inferiore tre bande rosse orlate d'oro in campo azzurro. 
Lo stemma baronale era presente anche nelle molte altre proprietà dei Margani. Oggi è ancora osservabile al Castello della Cecchignola, che fu di proprietà dei Margani dal 1477 circa al 1584, sull'architrave in marmo bianco che si trova nel cortile del castello.

## Curiosità
Il cronista Sebastiano Tedallini riporta un singolare episodio avvenuto i primi del 1500: Cesare Borgia sedusse la moglie di Stefano Margani, il quale, come altri nobili che avevano subito analogo affronto, aveva tentato di vendicarsi, senza però riuscirci.